# Gilles Wach

Stemma di Gilles Wach.

Gilles Wach (Troyes, 26 novembre 1956) è un presbitero francese.

## Biografia
È il fondatore, e attuale priore generale, dell'Istituto di Cristo Re Sommo Sacerdote (I.C.R.S.S.). Ha frequentato il seminario di Genova, sotto la guida del cardinale Giuseppe Siri. Ordinato sacerdote nella basilica di San Pietro in Vaticano il 24 giugno 1979 da papa Giovanni Paolo II, compì gli studi di dottorato a Roma. In seguito Wach prestò servizio presso la Congregazione per il clero sotto la prefettura del cardinale Silvio Oddi.